# Disqus
Disqus（/dɪsˈkʌs/，與英語「discuss」同音）是一家使用社交網絡形式，向网络社区提供網站留言服務的公司。該公司的平台提供不同的功能，例如與不同社交網絡服務連結、社交網絡、用戶個人檔案、垃圾宣傳及審核工具、數據分析、電郵通知和在流動裝置留言等。它是於2007年由Daniel Ha和Jason Yan成立為一家Y Combinator初創公司。
Disqus在Quantcast的美國網絡排名中以每月1.44億獨立用戶訪問排行第一。CNN、每日電訊報和IGN和大約75萬個網站使用Disqus為它們的留言系統。它和IntenseDebate、Livefyre及Echo競爭。
Disqus在2017年12月5日被Zeta global收購。

## 中國大陸封鎖
依據GreatFire測試，其網站在中國大陸被當局的網墻封鎖，即當地網民無法正常訪問該網站，2016年7月或更早起遭受封鎖至今。

## 外部連結
- 官方網站